# Nacarat
Nacarat est un nom de couleur ancien, d'usage précieux, désignant une nuance de rouge ou rouge-orangé, ou bien de rose, en usage principalement dans le domaine de la mode et de l'habillement, et dont la couleur, comme souvent dans ce cas, est imprécise ou fluctuante.
Dans les nuanciers actuels, on trouve, par exemple,
- en peinture pour la décoration Nacarat[2] et en tissu d'ameublement rouge nacarat[3] ;
- dans des catalogues de mode, Nacarat[4], Nacarat[5], rose nacarat[6] ;
- dans des catalogues de mode en langue anglaise[7], la teinte est Nacarat[8], Nacarat[9], Nacarat[10] allant ainsi pratiquement jusqu'à orange brûlé.

L’uniforme des maisons d’éducation de la Légion d’honneur comprend une ceinture portée en bandoulière dont la couleur indique la classe des élèves. Les classes de seconde portent cette ceinture en rouge et sont nommées : « classes nacarat ».

## Histoire
Attesté en 1626, nacarat figure dans la liste des noms de couleurs à la mode ridiculisée par Agrippa d'Aubigné en 1630. Il n'en figure pas moins dans les Règlements et statuts généraux concernant les manufactures de 1669 et dans l’Instruction générale sur la teinture des laines de 1671, et Castel s'interroge en 1740 sur la possibilité de l'utiliser comme couleur primaire. Il la considère comme un rouge-orangé, vigoureusement contredit par Chevreul bien qu'il ait lui-même classé en 1828 le nacarat avec l'écarlate et la couleur de feu parmi les rouge-jaune. Castel, en tous cas, suit d'autres auteurs, qui estiment le nacarat orange, bien que ce ne soit pas l'opinion générale.
Au XIXe siècle, Michel-Eugène Chevreul a entrepris de repérer les couleurs entre elles et par rapport aux raies de Fraunhofer. Le Nacarat de l’Instruction générale de 1671 est pour lui 2 rouge 10 ton. Cette cote est aussi celle d'un des rouge de garance et possiblement d'un incarnat cramoisi de l’Instruction, d'un Rouge turc sur coton du teinturier Steiner et de la couleur Feu sur soie de Guinon, et des couleurs pour artistes Vermillon de Berlin de Gauthier-Édouart (9 ton) et Carmin 40% en poudre de Gademann (12 ton). Mais Chevreul évalue aussi les couleurs indiquées par d'autres. Le nacarat de Castel serait ainsi 5 rouge 10 ton ou rouge-orangé 10 ton, tandis que celui de la soie du teinturier Tuvée serait 2 rouge 14 ton. C'est cette dernière couleur qu'il cite parmi les « Noms de couleur le plus fréquemment usités dans la conversation et dans les livres ».
Le Répertoire de couleurs de la Société des chrysanthémistes, publié en 1905, cite le Nacarat du marchand de couleurs Lorilleux comme un des synonymes de leur Rouge cardinal, c'est-à-dire que les experts estiment que la couleur de Lorilleux est identique. Les autres synonymes sont la Laque brillante de Lefranc, le Rouge de Perse de Ripolin, le Carmin extra de Bourgeois.

## Mode
Le nom de couleur nacarat ne semble pas avoir eu d'importance particulière jusqu'au Directoire, où il était la couleur du grand costume des directeurs. Il passa de mode immédiatement après la chute de ce régime.
Au XIXe siècle, il est parfois défini comme rouge pâle ou rose. On peut formuler l'hypothèse que le nom et la couleur n'étant plus, depuis suffisamment longtemps, dans l'actualité de la mode, certains imaginent la couleur à partir de son étymologie supposée de nacarado, nacré en espagnol, lu dans le dictionnaire, d'où elle n'a jamais disparu.
Furetière doute de cette étymologie avancée par Ménage, et le Oxford English Dictionnary fait remarquer la ressemblance avec l'arabe nakarat, désignant une fleur rouge utilisée en teinture. Mais l'opinion de Ménage a prévalu dans les dictionnaires français.